# 6591 Sabinin
6591 Sabinin (1986 RT5) là một tiểu hành tinh vành đai chính được phát hiện ngày 7 tháng 9 năm 1986 bởi L. I. Chernykh ở Đài vật lý thiên văn Crimean.